# Torrent del Pla de la Closa
El Torrent del Pla de la Closa  és un afluent per l'esquerra de l'Aigua de Llinars que neix i transcorre tot pel terme municipal de Fígols (Berguedà).

## Xarxa hidrogràfica
La xarxa hidrogràfica del Torrent del Pla de la Closa està integrada per un total de 8 cursos fluvials. D'aquests, 2 són subsidiaris de 1r nivell de subsidiarietat, 3 ho són de 2n nivell i 2 ho són de 3r nivell.
La totalitat de la xarxa suma una longitud de 5.613 m.